# Zoetermeer

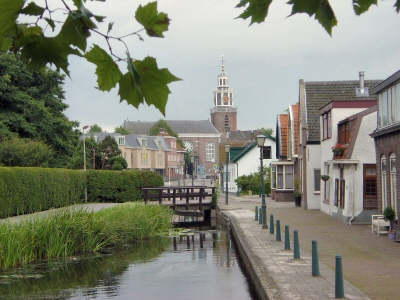
Zoetermeer

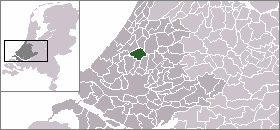
Zoetermeers läge

Zoetermeer är en kommun i provinsen Zuid-Holland i Nederländerna. Kommunens totala area är 37,06 km² (där 2,15 km² är vatten) och invånarantalet är på 118 913 invånare (2004).
Hiphopartisten Mr. Probz kommer från Zoetermeer och Canon Medical Systems Corporation har en anläggning för tillverkning av maskiner för ultraljud, röntgen och datortomografi där. Verksamheten övertogs från Toshiba när Canon 2016 förvärvade hela Toshiba Medical.